# Reginaldo da Piperno
Reginaldo da Piperno (Piperno, 4 marzo ... – Anagni, 12 giugno 1290) è stato un teologo e vescovo cattolico italiano, domenicano e lettore in teologia,  eletto da Tommaso d'Aquino per suo confessore e amico.

## Studiumdi Napoli
Occupò nello studium di Napoli  la cattedra di teologia. Era solito dire di Tommaso ai suoi scolari: Divinitus edoctum esse quaecumque docuit, quaecumque scripsit, quaecumque dictavit, mos illi erat priusquam talia faceret ad orationem accedere, ibique instrui.

## Meriti di Reginaldo

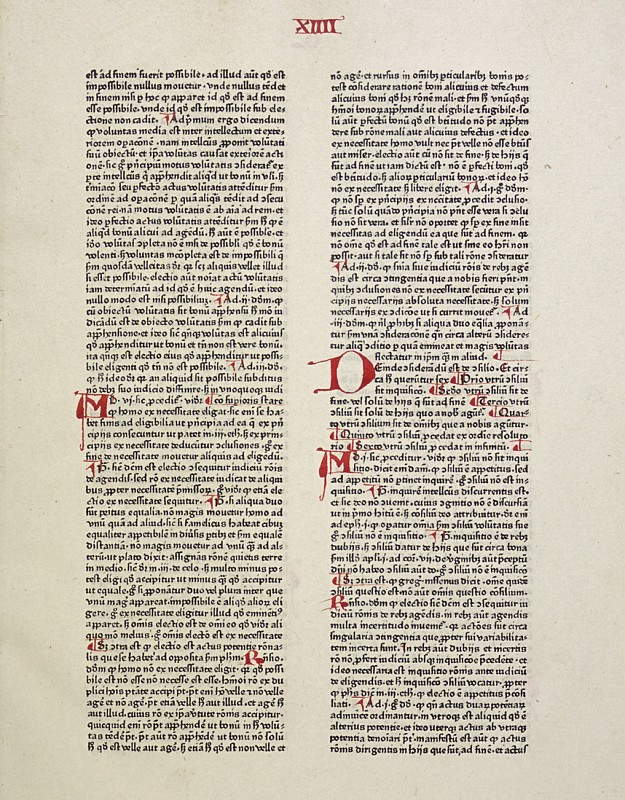
Una pagina della Summa Theologiae

Reginaldo fu tenuto da tutti in credito di santità e di venerazione. Per la canonizzazione e per l'Officio di San Tommaso, recitato dalla Chiesa, papa Giovanni XXII appoggiò la propria Bolla sugli scritti di Reginaldo relativi alla figura del Santo. Altri scrittori parlano di Reginaldo sempre con elogio e lo stesso San Tommaso, in molti opuscoli, gli dà il titolo di carissimo e di suo amatissimo e fedelissimo compagno.

## Teodoro Valle da Piperno
Nella Libreria del Real Monastero di San Domenico di Napoli si trovava un libro in carta pergamena, scritto di propria mano da Reginaldo, riguardante San Giovanni ma,  come scrive Teodoro Valle da Piperno, questo libro fu portato a Vienna, presso la Libreria Imperiale.

## Scritti
Reginaldo da Piperno seguì le lezioni di Tommaso d'Aquino e, con le annotazioni e gli insegnamenti che apprese, riuscì a completare alcuni scritti del Santo e a comporre il Supplementum per la terza sezione della Summa Theologiae.

## Episcopato
Fra Reginaldo fu nominato vescovo di Marsico Nuovo il 22 giugno 1275. Qui ospitò il suo caro amico Tommaso d'Aquino che venne in visita alla sorella contessa Teodora Sanseverino, moglie del signore di Marsico Nuovo e alla nipote Agnese, badessa del locale monastero benedettino.